# ピチカート・ファイヴ (アルバム)
『ピチカート・ファイヴ』（pizzicato five）は、1999年11月20日に発売されたピチカート・ファイヴ通算12作目のスタジオ・アルバム。
2006年3月31日、小西康陽による新アートワークの再発盤が発売。

## 収録曲
1. また恋におちてしまった 'love again'
  - 詞 ⁄ 曲：小西康陽
2. ローマ 'Roma'
  - 曲：小西康陽
3. LOUDLAND!
  - 詞 ⁄ 曲：小西康陽
4. 眺めのいい部屋 'a room with a view'
  - 詞 ⁄ 曲：小西康陽
  - featuring： 加藤ひさし（コレクターズ）
  - ホーン・アレンジメント: 窪田晴男
5. 戦争は終わった 'la guerre finie'
  - 詞 ⁄ 曲：小西康陽
  - オーケストレイション：村山達哉
  - 別アレンジのアルバム・ヴァージョン
6. 野いちご 'wild strawberries'
  - 詞 ⁄ 曲：小西康陽
7. ダーリン・オブ・ディスコティック 'darlin' of discothèque'
  - 詞 ⁄ 曲：小西康陽
  - オーケストレイション：窪田晴男
  - ボーカルパートのないリミックス・ヴァージョン
8. パーフェクト・ワールド 'a perfect world'
  - 詞 ⁄ 曲：小西康陽
featuring：弘田三枝子
ホーン・アレンジメント：三橋俊哉
  - 別アレンジ・一部歌詞変更され、弘田三枝子が歌唱したアルバム・ヴァージョン
9. 20th century girl
  - 詞 ⁄ 曲：Margo Guryan＋小西康陽
  - sampled from "I Don't Intend to Spend Christmas without You"
  - licensed by A&M records, inc. / Polydor K.K.
  - (c)DARTMOOR MUSIC / SONY MUSIC PUBLISHING
10. 連載小説 'serial stories'
  - 詞 ⁄ 曲：小西康陽
  - ストリングス編曲：村山達哉
  - 『couples』収録曲のリメイク。歌詞が一部変更されている。
11. あなたのいない世界で 'the world without you'
  - 詞：小西康陽　曲：有近真澄
  - T.V.ジーザス提供曲のセルフカヴァー
12. グッバイ・ベイビイ & エイメン 'goodbye baby & amen'
  - 詞 ⁄ 曲：小西康陽
  - featuring: 田島貴男
  - ホーン・アレンジメント: 三橋俊哉

## クレジット
- produced by：小西康陽
- featuring：野宮真貴
- programming：福富幸宏 / 坂本俊介 / 佐々田健男 / 寺田創一
- musicians：阿部耕作 / 赤木りえ / アモン / 荒木敏男 / 有近真澄 / クローバーズ / 伏見仁志 / 広原正典 / 弘田三枝子 / 堀江博久 / 星野正 / 金山均 / 加藤ひさし / 川村正明 / 川瀬正人 / 木村誠 / 金原千恵子ストリングス / キタダマキ / 窪田晴男 / 久米大作 / 国見智子 / 前田征志 / 三沢またろう / 三橋俊哉 / 村田陽一 / 仁科かおり / 沖山優司 / 奥村晶 / 吉川忠英 / 斎藤誠 / メロディー・セクストン / 下神竜成 / 田島貴男 / 竹松昌邦 / 寺谷誠一
- recording engineers：廣瀬修 / 竹中昭彦 / 青柳延幸
- mixdown engineers：廣瀬修 / 竹中昭彦
- mastering engineers：福富幸宏 / 廣瀬修
- assistant engineers：小野寺真希 / 玉置恭子 / 内川岳浩

original edition staff
- art director：信藤三雄 (contemporary production)
- designer：大石裕子 (contemporary production)
- photographer：信藤三雄 (contemporary production)
- styling：梅山弘子 (KiKi inc.)
- hair and make-up：石井貴子 / belinda
- coordinator in Rome：遠山のぞみ
- coordinator assistant：アレッシア
- photographer's assistant：設楽智夫
- hair and make-up assistant：錦織聖子
- driver：ヴァレリオ

reissue edition staff
- art director：小西康陽
- designer：吉永祐介
- a&r：渡辺佳紀
- promoter：松本俊之
- sales promoter：吉田聡
- production coordinator：藤村良太